# Hatem Ben Rabah
Hatem Ben Rabah, Hatem Berrabah ou Hatem Berrabeh (arabe : حاتم بالرابح), mort le 16 novembre 2018, est un acteur tunisien.
Il est notamment connu pour le rôle d’Elyes dans le feuilleton El Khottab Al Bab.

## Biographie
Hatem Ben Rabah joue notamment dans El Khottab Al Bab et Liyam Kif Errih de Slaheddine Essid.
Au cinéma, il joue dans La Danse du vent, Un été à La Goulette ou Les Silences du palais.

## Filmographie

### Films
- 1994 : Les Silences du palais de Moufida Tlatli : Salim
- 1996 : Un été à La Goulette de Férid Boughedir : Salvatore
- 2004 : La Danse du vent de Taïeb Louhichi
- 2018 : Semblables de Habib Mestiri et Mohamed Naceur Nefzaoui

### Séries
- 1990 : Hokm Al Ayam d'Abdelkader Jerbi, Fraj Slama et Slaheddine Chelbi : Lotfi
- 1992 : Liyam Kif Errih de Slaheddine Essid : Houcine
- 1993-1994 : Des héros ordinaires : vendeur de brochettes
- 1997 : El Khottab Al Bab (saison 2) de Slaheddine Essid : Elyes
- 2000 : Ya Zahratan Fi Khayeli d'Abdelkader Jerbi et Mostapha Odweni : Jalel
- 2010 : Min Ayam Maliha d'Abdelkader Jerbi et Abdelkader Bel Haj Nasser